# Fjell

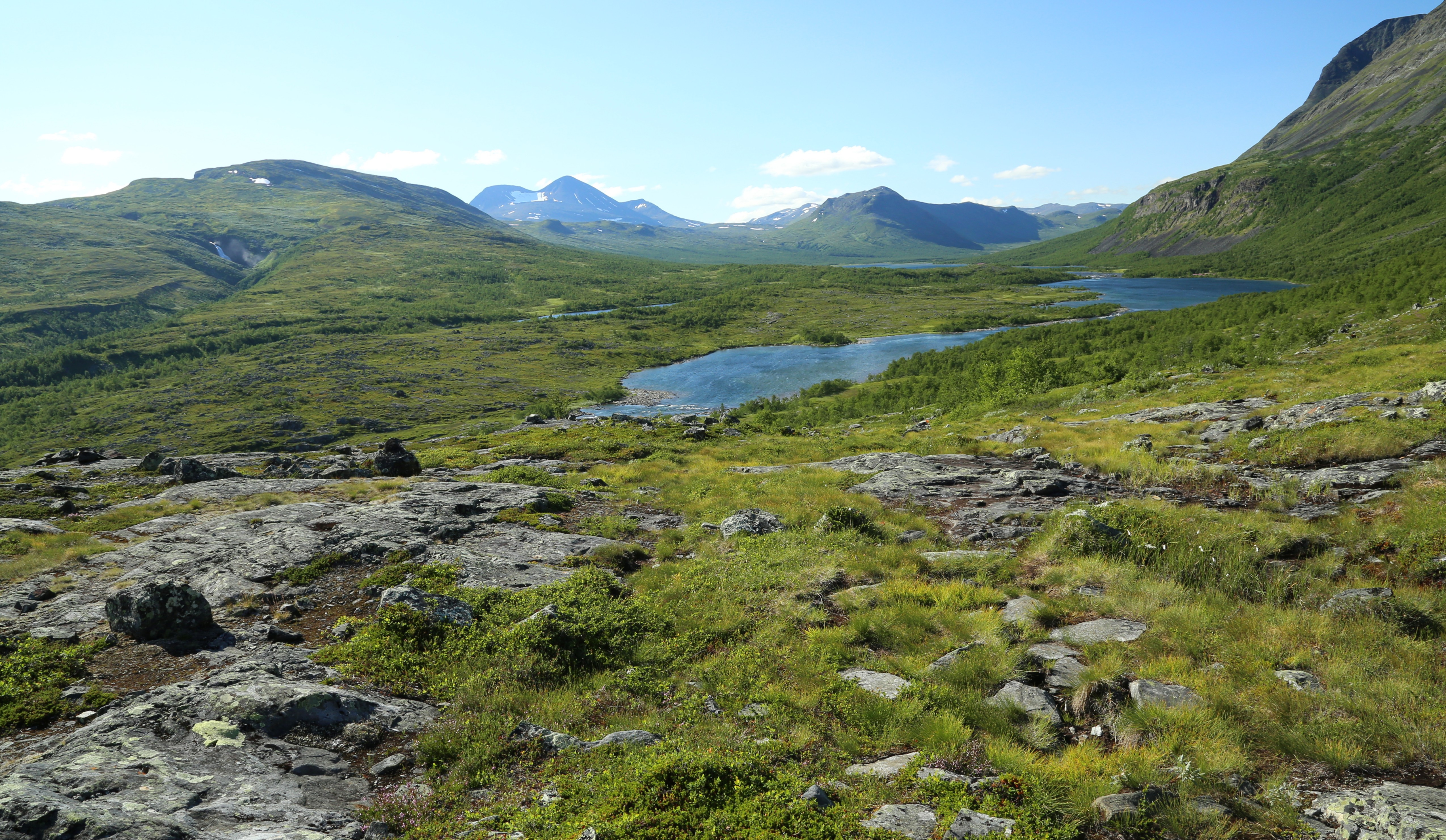
Typische Fjell-Landschaft auf dem Padjelantaleden in Schweden.

Das oder der Fjell (norweg.), Fjäll (schwed.), Fjall (isländ.) bzw. Tunturi (finn.) entspricht der alpinen Vegetationshöhenstufe der fennoskandinavischen Gebirge.
Regional und als historische Ortsbenennung bezieht der Begriff in allen nordgermanischen Sprachen auch abgelegene, nur zur Beweidung geeignete Gebiete oder spärlich bewachsene, felsige Hochebenen mit ein; letztere sind etwa die 100 bis 200 Meter hohen Granitberge des Baltischen Schildes in der Landschaft Bohuslän, die Namen wie Safjället, Herrestadsfjäll oder Kynnefjäll tragen. Im norwegischen Bokmål steht Fjell allgemein für Berg.
Aus der altnordischen Sprache wurde der Begriff als fell ins Englische übernommen und bezeichnet dort zusätzlich auch die baumlosen Höhen in Nordengland (insbesondere im Lake District), Schottland und auf der Isle of Man. In Neuseeland wird die baumlose Region der Gebirge als fellmark bezeichnet.

## Allgemeine Charakterisierung
Fjell (vgl. dt. Fels) ist ein Begriff für Berge oder Hochflächen oberhalb der Nadelwaldgrenze. Das norwegische Wort fjell und das schwedische fjäll bedeuten eigentlich nur „Gebirge“. In der skandinavischen Geographie werden alle nordischen Gebirge mit eiszeitlicher Prägung (geringe relative Höhenunterschiede, abgerundete Formen, U-Täler) als Fjell bzw. Fjäll bezeichnet. In der Ökologie ist damit in der Regel die Bergtundra oberhalb der Waldgrenze gemeint. Im Deutschen wurde das Wort übernommen, um den speziell im westlichen und nördlichen Skandinavien vorherrschenden Hochgebirgstyp zu bezeichnen.
Im Skandinavischen Gebirge Norwegens und Schwedens bilden die Fjells meist weitläufige Hochflächen. Die Landschaft ist glazial überprägt und meist wellig oder hügelig. In den Senken bilden sich oft Seen. Die Vegetation besteht am Waldrand aus gedrungenen Fjellbirken (Betula pubescens subsp. tortuosa), darüber aus Zwergstrauchheiden und am Rand der Felsregion aus Gräsern, Moosen, Kräutern und Flechten.
In Finnland werden die für die Region Lappland typischen Berge als tunturi (Plural: tunturit) bezeichnet. Es handelt sich um runde Inselberge, die sich aus der ansonsten flachen Umgebung erheben. Die Berge in Finnisch-Lappland erreichen Höhen zwischen 400 und 800 Metern, wobei die oberen Bereiche über der Baumgrenze liegen. Berge, die nicht die Baumgrenze erreichen, werden dagegen meist als vaara bezeichnet. Die Berge in Finnisch-Lappland stellen Überreste des vor zwei Milliarden Jahren entstandenen Gebirges der Kareliden dar, die durch die Gletschermassen der Eiszeitalter abgeschliffen wurden. Die finnische Bezeichnung tunturi ist etymologisch mit dem Wort Tundra verwandt.

## Höhenstufen

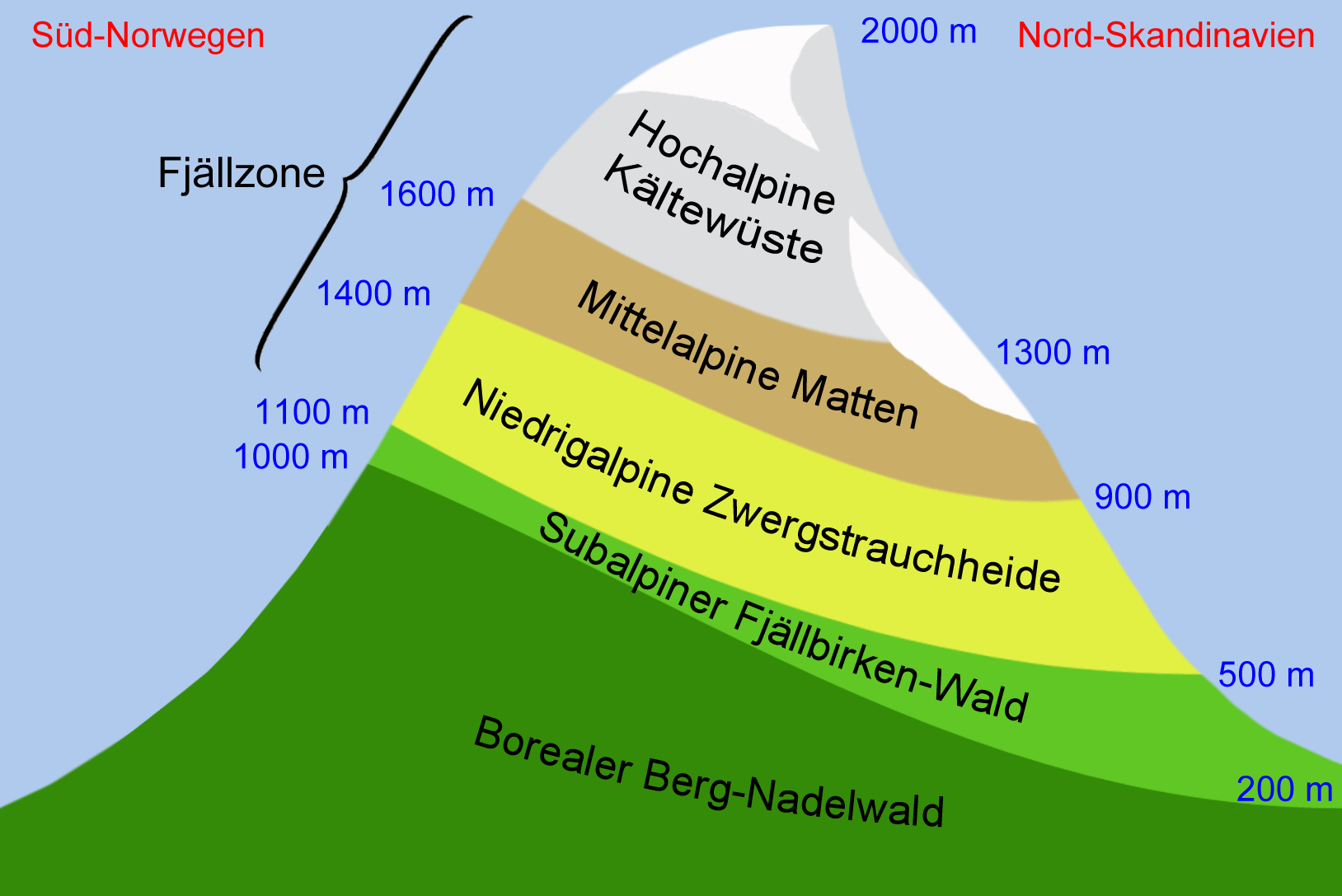
Schematische Darstellung der Höhenstufen der Skanden und ihrer Grenzen im südlichen (Jotunheimen) und nördlichen Fjäll (Finnmark)

Im Vergleich zu den Alpen liegen die Grenzen der Höhenstufen in den Fjellgebirgen deutlich niedriger. Während die Waldgrenze – die in Mitteleuropa aus Nadelgehölzen gebildet wird – in den Alpen zwischen 2000 und 1500 m oder im Harz bei 1000 m über dem Meeresspiegel liegt, befindet sie sich – dort von der Moorbirke gebildet – in Südnorwegen bei 1100 m und im nördlichsten Skandinavien nur noch bei 500 m.
Die Bergtundra – der nämliche Fjell – entspricht der alpinen Höhenstufe. Auf die letzten Fjellbirken folgt in feuchten Bereichen ein dichter Gürtel aus verschiedenen mannshohen, strauchförmigen, arktischen Weiden. In trockeneren Bereichen geht der Wald oder das Weidengebüsch in Zwergstrauchheiden mit Heidelbeere, Preiselbeere, Krähenbeere, Zwergbirke und anderen Sträuchern über. Je höher man kommt, desto dominanter werden Gräser, Strauchflechten (Rentierflechte u. a.) und Kräuter. Im mittelalpinen Fjell wachsen nur noch ausdauernde Gräser und die speziell angepassten Pflanzen der sogenannten Schneesenken. Der Frostschuttgürtel ist nur noch für Moose und Steinflechten (z. B. Landkartenflechte) ein passabler Lebensraum.

## Bildergalerie

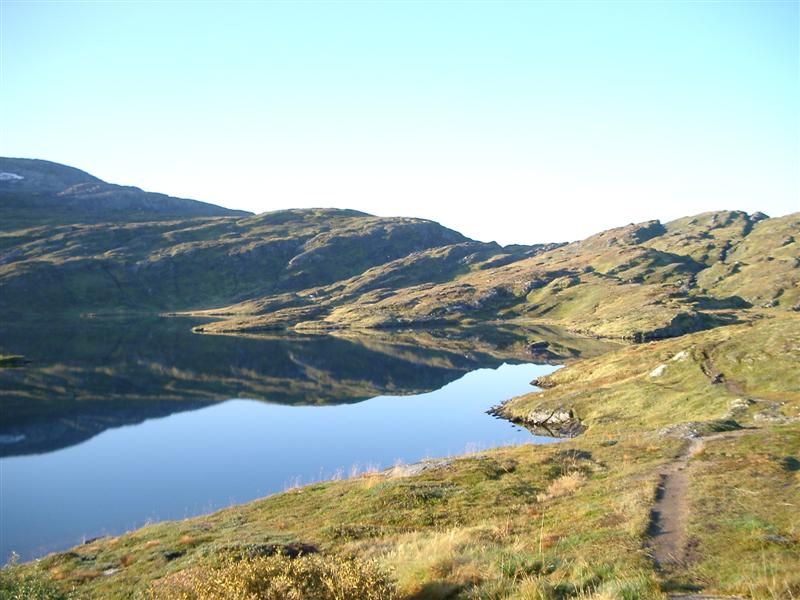
Vikafjell, Norwegen
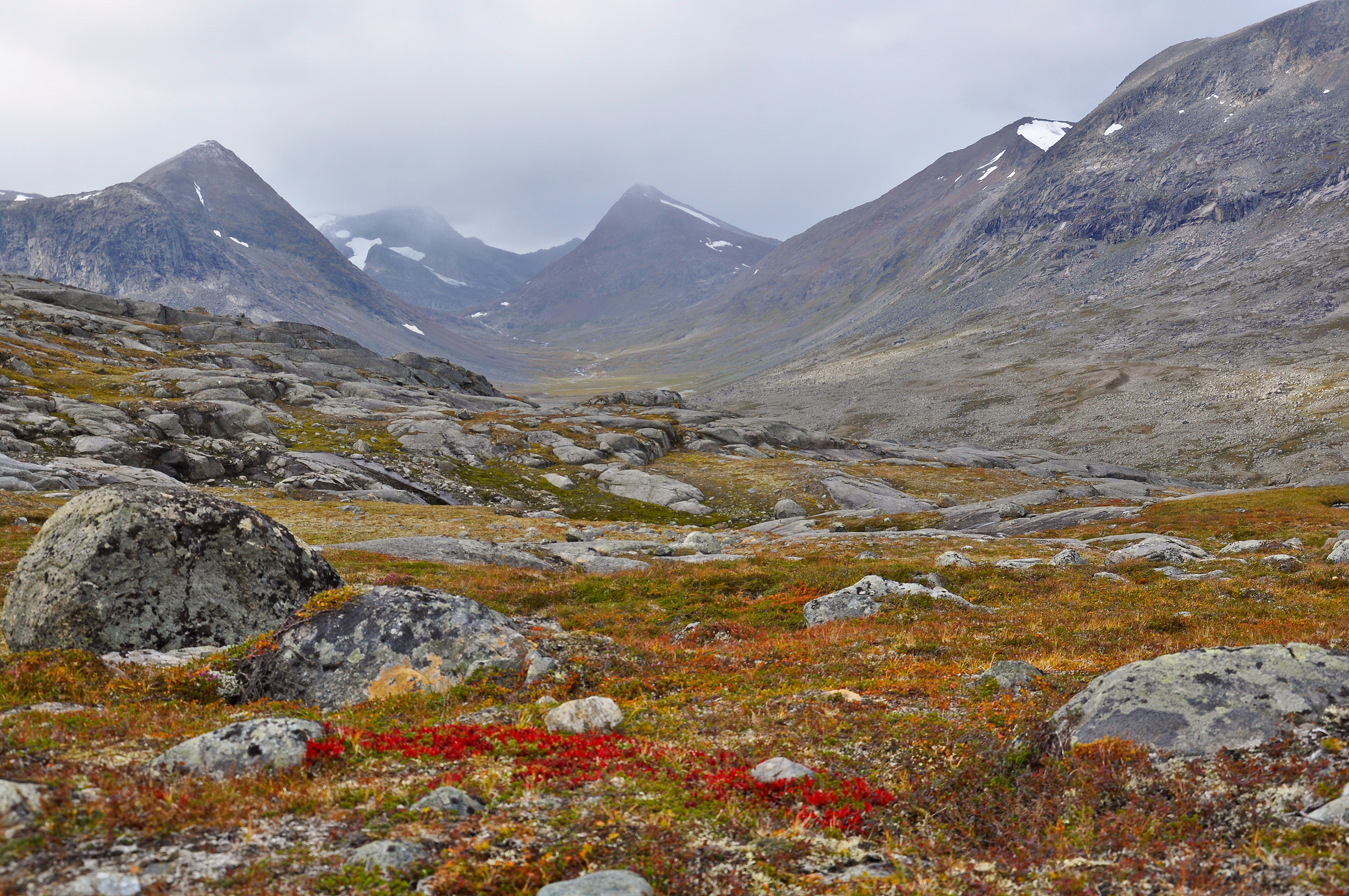
Hochfjelllandschaft Hunddalsbotnen in Nordnorwegen
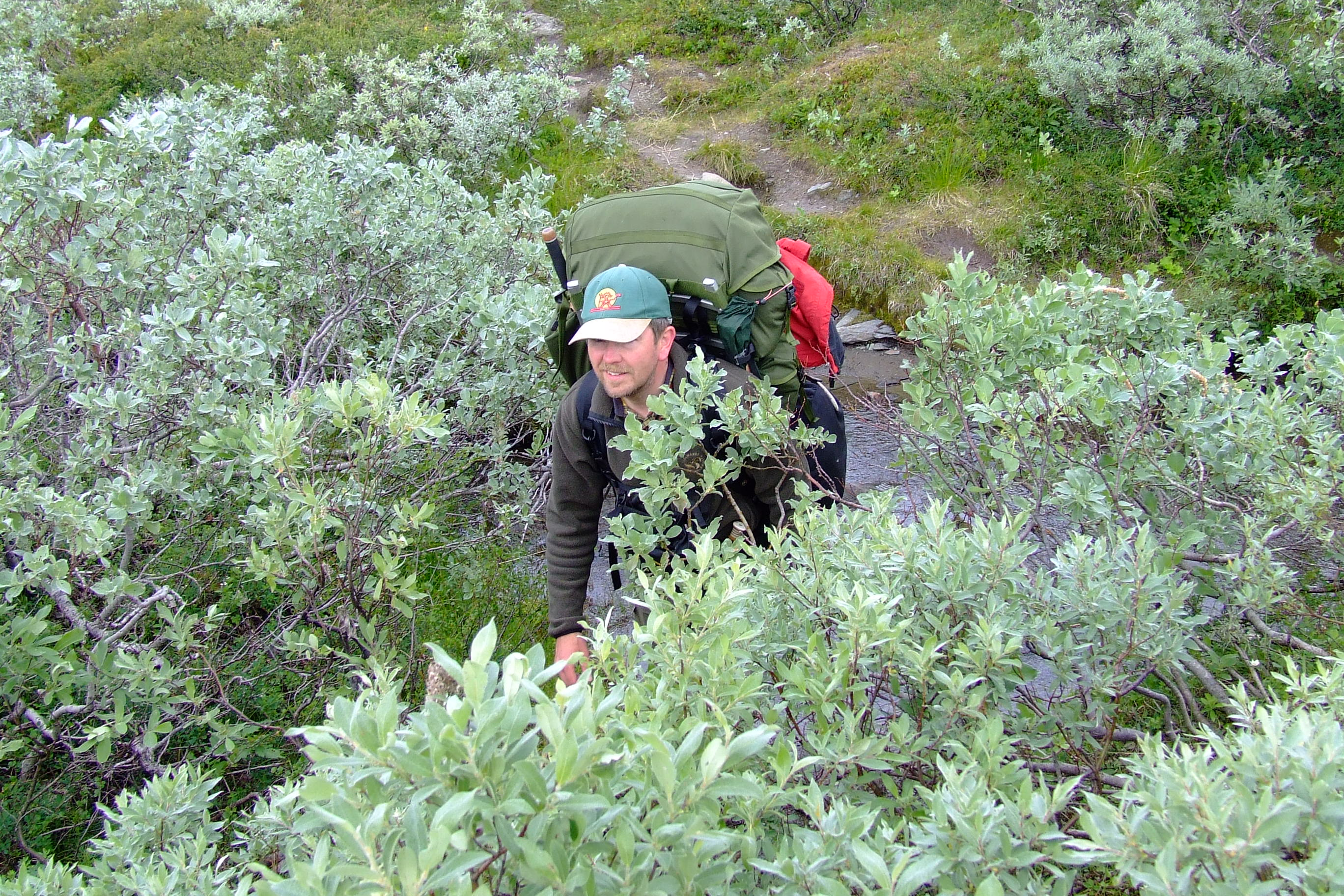
In der Weidengebüschregion
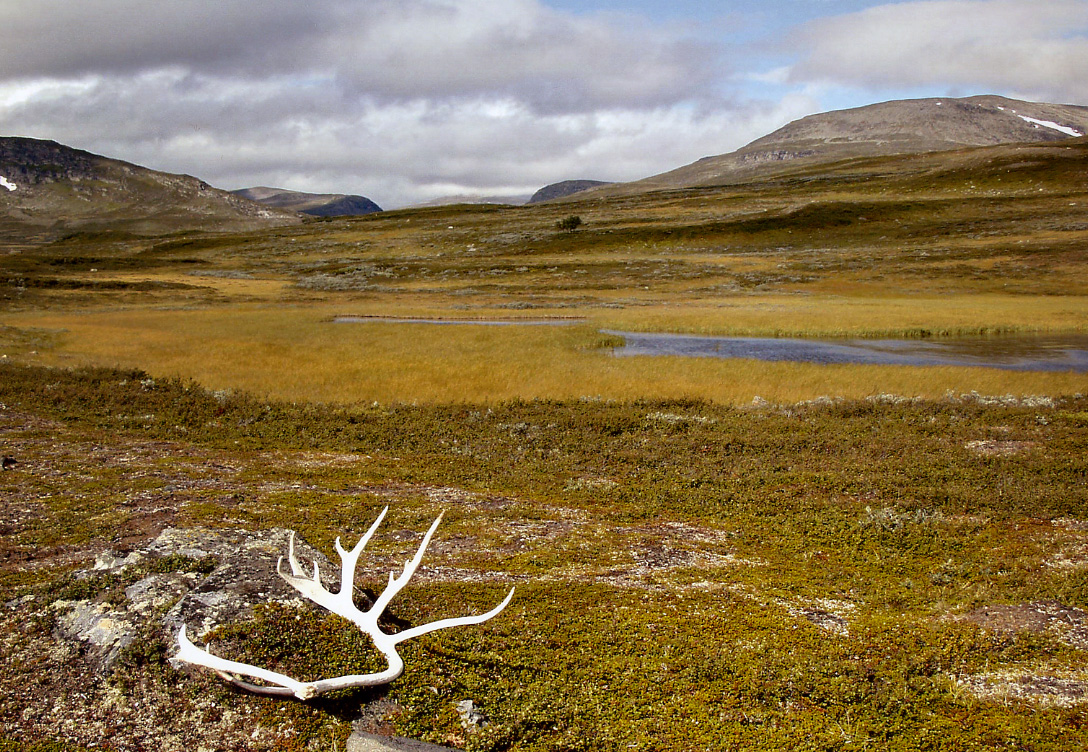
Im Vordergrund flache Zwergstrauchheide, dahinter eine feuchte Senke (Jämtland, Schweden)
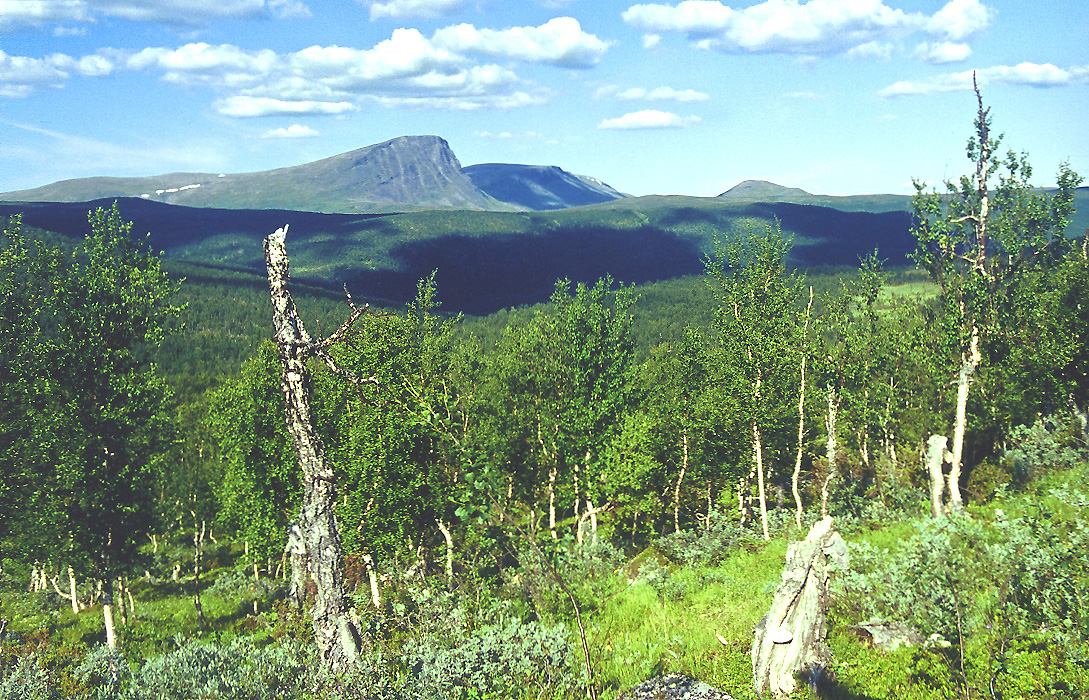
Typische, abgerundete Fjellberge im Vindelfjällen-Naturreservat, Schweden …
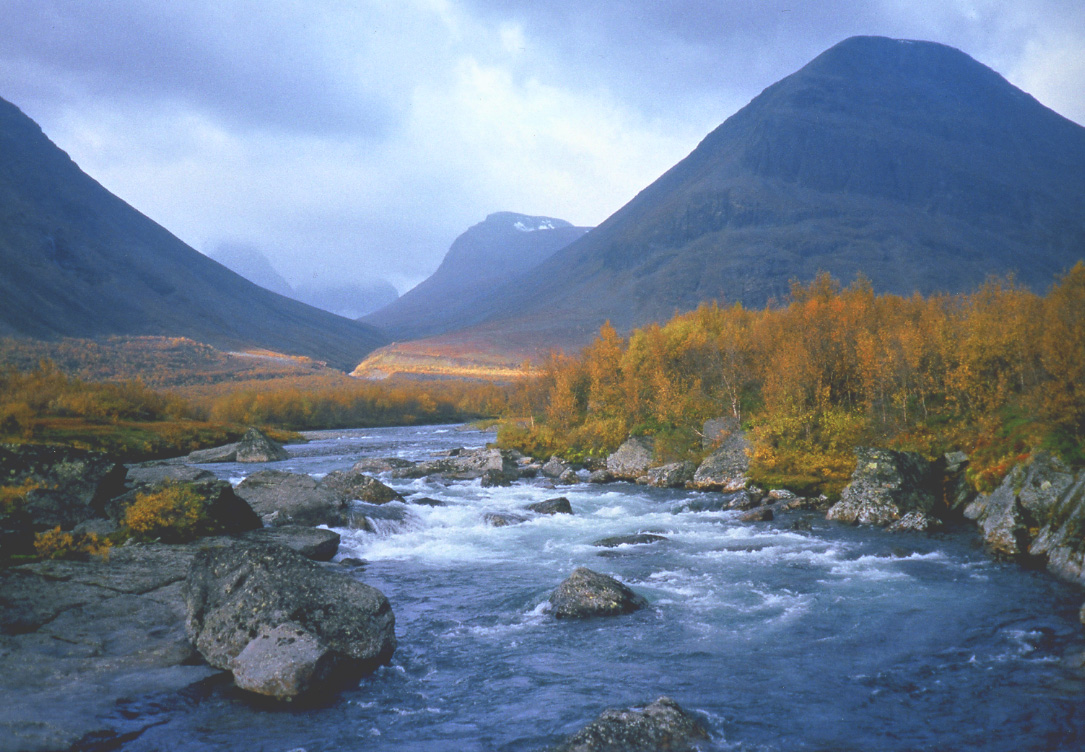
… und im Vistasvagge bei Nikkaluokta
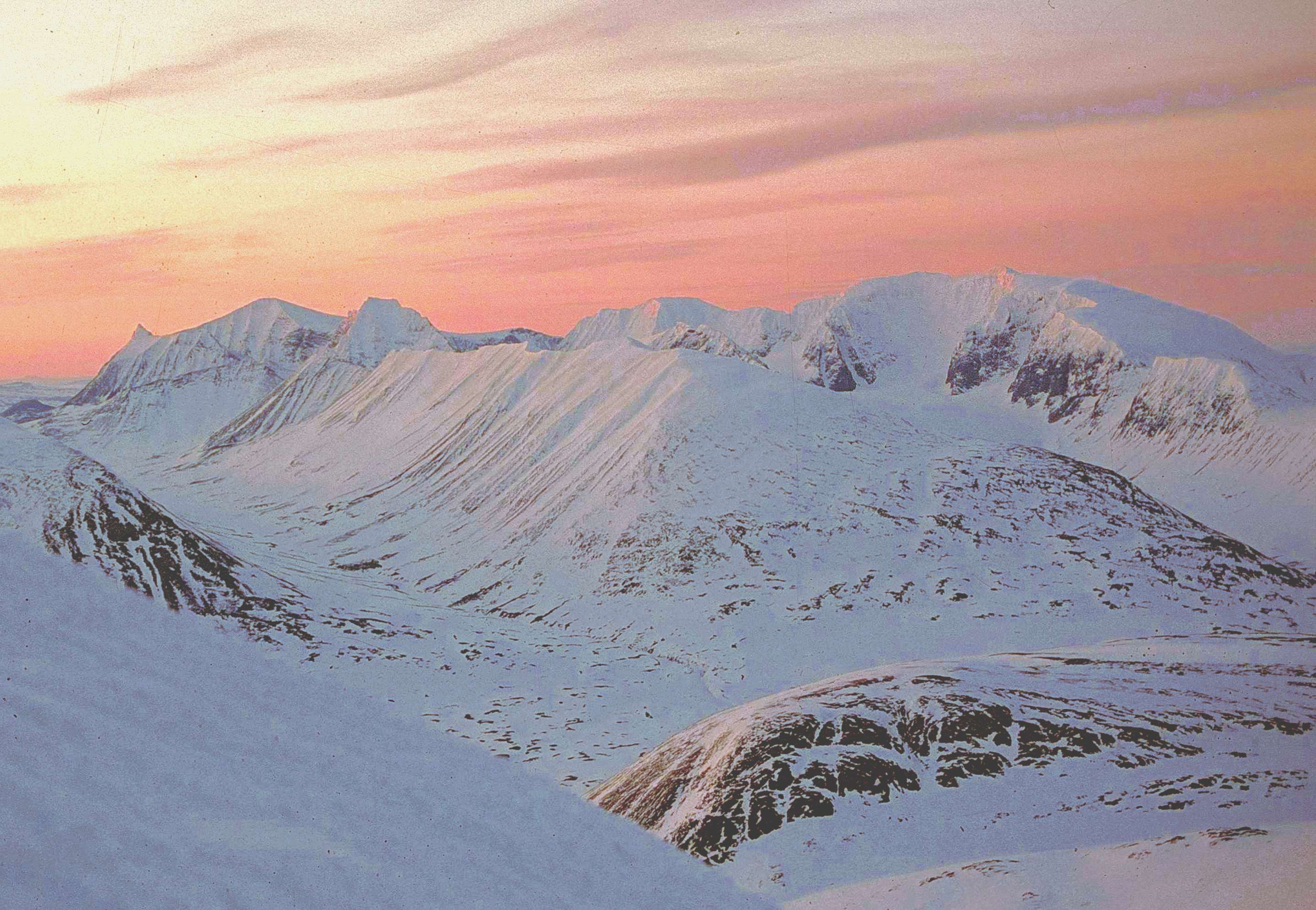
Das Kebnekaise-Massiv im schwedischen Fjell
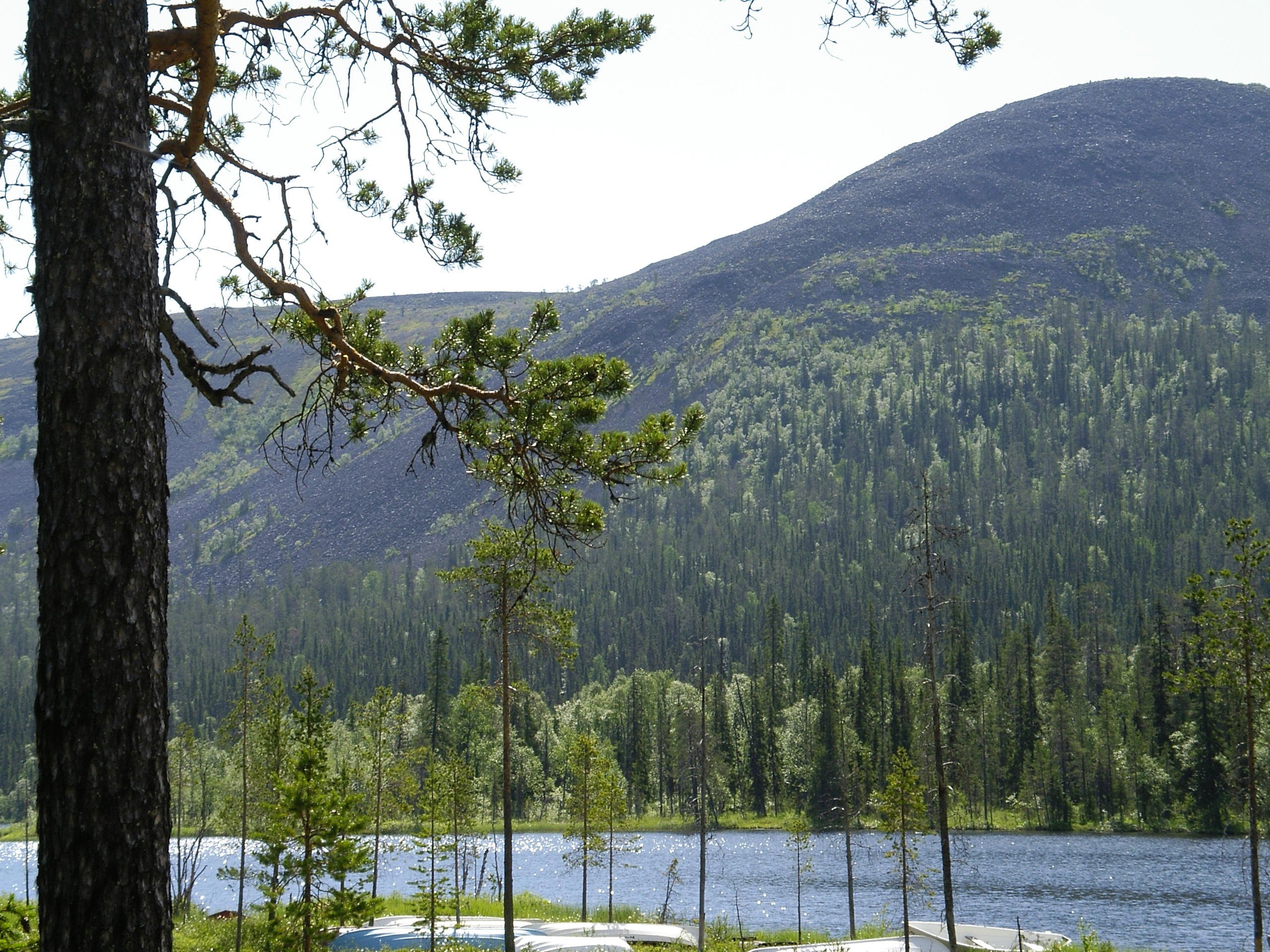
Waldgrenze am Yllästunturi in Nordfinnland